# Csuszkafélék
A csuszkafélék (Sittidae) a madarak osztályának verébalakúak (Passeriformes) rendjébe tartozó család.

## Rendszerezés
A családba az alábbi 2 nem és 30 faj tartozik:
- Salpornis (Gray, 1847) – 2 faj
  - Salpornis salvadori
  - pettyes fakusz (Salpornis spilonotus)

- Sitta  (Linnaeus, 1758) – 28 faj
  - Atlasz-csuszka (Sitta ledanti)
  - barátcsuszka (Sitta carolinensis)
  - bársonyhomlokú csuszka (Sitta frontalis)
  - barnafejű csuszka (Sitta pusilla)
  - barnásfehér csuszka (Sitta victoriae)
  - csuszka (Sitta europaea)
  - ékszercsuszka (Sitta formosa)
  - fahéjszínű csuszka (Sitta castanea)
  - fehérpofájú csuszka (Sitta leucopsis)
  - feketehasú csuszka (Sitta azurea)
  - gesztenyebarnahasú csuszka (Sitta nagaensis)
  - himalájai csuszka (Sitta himalayensis)
  - jünnani csuszka (Sitta yunnanensis)
  - kanadai csuszka (Sitta canadensis)
  - Kasmír-csuszka (Sitta cashmirensis)
  - kénsárgacsőrű csuszka (Sitta oenochlamys)
  - kínai csuszka (Sitta villosa)
  - korzikai csuszka (Sitta whiteheadi)
  - kövi csuszka (Sitta tephronota)
  - óriáscsuszka (Sitta magna)
  - sárgacsőrű csuszka (Sitta solangiae)
  - Sitta arctica
  - Sitta cinnamoventris
  - Sitta neglecta
  - Sitta przewalskii
  - szirti csuszka (Sitta neumayer)
  - török csuszka (Sitta krueperi)
  - törpecsuszka (Sitta pygmaea)